# Lagom
Lagom je označení pro koncept přiměřeného života a chování, původem ze Švédska. Samotný výraz znamená ve švédštině „tak akorát“, „ani málo, ani moc“, „přiměřeně“ a odkazuje na švédské přísloví „Lagom är bäst“ („Tak akorát je nejlepší“, případně „Méně je více“). Myšlenka vešla v celosvětovou známost v roce 2017 díky časopisu Vogue, který ji označil za jakéhosi nástupce v té době aktuálního skandinávského trendu hygge.

## Charakteristika
Celý přístup vychází z protestantské morálky, k jejímž charakteristickým rysům patří skromnost; dále je spjatý také s ekologickým a trvale udržitelným přístupem k životu, čímž se dostává do protikladu s konzumerismem současné doby. Myšlenku lagomu lze definovat jako umírněnost a rovnováhu ve všem, co člověk v životě dělá.
Ačkoli samotné označení pochází ze Švédska, koncept je obecně skandinávský; projevuje se například ve střídmém a funkčním designu (zejména nábytku) a módě s důrazem na hledání krásy v jednoduchosti, v běžném životě pak střídmým stravováním nebo uměřeným životním stylem.
Příbuznou myšlenkou je dánský koncept spokojeného života hygge; ten se však vyznačuje větší aktivitou a snahou dosáhnout minimálními prostředky „speciální“ stav, zatímco podstatou lagomu je udržení optimálního stavu bez jakýchkoli nezbytností. Podle některých názorů tato filosofie přispěla k podobě dnešní harmonické a rovnostářské švédské společnosti.